# لوكاس فاسكيز دي أييلون
لوكاس فاسكيز دي أييلون (بالإنجليزية: Lucas Vázquez de Ayllón)‏ (تُوفي في 1526م) كان قاضيًا ومستكشفًا إسبانيًا.